# Hammersbach
Hammersbach é um município da Alemanha, situado no distrito de Main-Kinzig, no estado de Hesse. Tem 20,15 km² de área, e sua população em 2019 foi estimada em 4.824 habitantes.